# Gemeprost
Gemeprost (16, 16-dimetil-trans-delta2 PGE1 metil éster) es una estructura análoga de prostaglandina E1.

## Uso clínico
El gemeprost se utiliza en:
- Hemorragia obstétrica.

- Aborto con medicamentos. Gemeprost se utiliza, como alternativa al misoprostol, junto con la mifepristona para interrumpir el embarazo hasta 63 días (9 semanas) de gestación contados desde el primer día del último periodo menstrual.[1]

## Efectos secundarios
Sangrado vaginal, calambres, náuseas, vómitos, heces blandas o diarrea, dolor de cabeza, debilidad muscular, mareo, sofocos, escalofríos, dolor de espalda, disnea, dolor torácico, palpitaciones y suave fiebre. Raramente: rotura uterina, hipotensión grave, espasmos coronarios, con el consiguiente infarto de miocardio.

## Comparación misoprostol y gemeprost
El misoprostol tiene menor costo que el gemeprost y resulta además más estable a temperatura ambiente. El gemeprost ha de mantenerse congelado hasta aproximadamente media hora antes de su uso vía vaginal. Algunos estudios señalan que el dolor fuerte es más común tras el uso de gemeprost que con el misoprostol. El misoprostol se formula para ser utilizado por vía oral aunque parece resultar más eficaz si se administra por vía vaginal o sublingual.